# Модель аттенюатора
Модель аттенюатора — двухканальная двухстадийная селективная модель внимания, разработанная   Энн Трисман, опубликованная 1964 году.  Представляет собой модификацию разработанную ее же ранее в 1960 году модель, относящуюся к теориям ранней селекции. 
Модель аттенюатора основывается на предположении, что сигналы (информация, сообщения) поступают по двум каналам: релевантному ( актуальному, с важной информации в конкретной ситуации) и нерелевантному (с незначимыми для  данной ситуации сообщениями). Модель включает  фильтр, через который в первой стадии обработки проходят сообщения.  Фильтр ослабляет сообщения, поступающие  по нерелевантному каналу.  После стадии фильтра оба сигнала доходят до словарного компонента, с хранящимися в нем словами. Каждое  слово имеет различный порог активации,  определяемый субъективной важностью слова и частотой его употребления.
Термин аттенюатор был взят из радиотехники, где обозначает прибор для понижения мощности сигнала. Модель аттенюатора отличается от теории фильтра Бродбента, в которой нерелевантный сигнал фильтром блокируется полностью. В теории Трисман фильтр только ослабляет информацию, предоставляя, тем самым,  возможность сигналу пройти последующие стадии обработки.

## Эксперимент Э. Трисман
Экспериментатор дихотически (в каждое ухо идут разные сообщения) предъявлял испытуемому один и тот же текст, но с временным сдвигом. Испытуемый должен был повторять текст, поступающий с релевантного канала (экспериментатор заранее говорил, какой канал релевантный, а какой нет). Когда временной сдвиг релевантного и нерелевантного сигналов достигал 5-6 с, то испытуемые замечали, что по двум каналам идет одинаковый текст, только с временным запозданием. Из этого Э. Трейсман сделала предположение, что на уровне семантики сообщения сравниваются на более поздних этапах обработки информации, где распознаются не только физические характеристики звука, но и их значения.
В других экспериментах испытуемому давали инструкцию повторять текст, идущий по одному из каналов, игнорируя другой. После каналы менялись местами. По релевантому каналу неожиданно зачитывалось нерелевантное сообщение и наоборот, то есть происходил перекрёст каналов. Например:
- Релевантный канал: …сидя за обеденным (до перекрёста) / три возможности… (после перекрёста)
- Нерелевантный канал: …позвольте нам рассмотреть эти (до перекрёста) / столом с головой… (после перекрёста)

Следуя инструкции, испытуемый должен был воспроизвести только сообщение, идущее по релевантному каналу (сидя за обеденным / три возможности), однако, после перекрёста испытуемый вторил то сообщение, которое было семантически связанным (сидя за обеденным столом с головой). То есть, человек не замечал перекрёста сообщений и был уверен, что до сих пор следует инструкции экспериментатора — вторить сообщение с релевантного канала. Это означало, что отбор осуществляется также по семантическим характеристикам, по их контексту.
Последняя серия экспериментов была посвящена тому случаю, когда релевантный и нерелевантный каналы были уравнены по физическому компоненту. По релевантному каналу на несколько секунд раньше предъявляли отрывок из романа. По нерелевантному каналу зачитывались разные типы информации. Было выяснено, что испытуемому сложнее повторить содержание релевантного канала, когда по нерелевантному подавался тот же текст, что и по релевантному, но с отставанием по времени. И намного легче было следовать инструкции, если по нерелевантному каналу шёл текст с отличным типом информации, нежели подавался на релевантный канал.
На основе этих результатов Э. Трисман создала концепцию аттенюатора.

## Принцип работы аттенюатора Э. Трисман
Вся поступающая информация (как по релевантному каналу, так и нерелевантныму) проходит через фильтр. По физическому признаку фильтр ослабляет сигнал нерелевантного канала и без изменения пропускает с релевантного. После чего информация с обоих каналов может быть переработана до уровня анализа значений. По теории Э. Трисман, репрезентация каждого слово хранится в долговременной памяти человека. После стадии фильтрации сигнала реализуется стадия соотнесения поступающей информации со словарём, хранящимся в памяти. Единицы этого словаря, названные «логогенами», имеющие определенное значение, атрибутировались  определённым порогом активации. Порог понижался, если слова являются часто употребляемым и повышался, если слово являлось табуированным. Такой эффект называется «перцептивной защитой». Также, порог активации понижался, если слова имело для человека субъективную значимость, например, собственное имя человека будет иметь очень низкий порог активации.
Функционирование механизма обработки информации в модели Трисман осуществляется следующим образом: при поступлении сигналов по нерелевантному и релевантному каналам они обрабатываются и передаются дальше. При этом информация, передаваемая по релевантному каналу, превышает пороговый уровень, и потому выходит на уровень сознания. Сигнал, поступающий по нерелевантному каналу, не активирует единицы словаря в той степени, чтобы они достигли сознания. Однако информация, поступившая по нерелевантному каналу,  может быть также активирована до достаточного для сознания уровня, если единицы словаря были раннее активированы информацией с релевантного канала (как в эксперименте, где участники узнавали текст, идущий по нерелевантному каналу, когда по релевантному каналу им прочитывали тот же самый отрывок). Единицы «словаря» уже были активированы поступившим сигналом с релевантного канала, что понизило порог активации этих единиц. И поэтому, информация после поступления с нерелевантного канала могла быть доактивирована до величины достаточной для достижения уровня сознания.
Важная роль уделяется контексту, который действует посредством механизма прайминга, при котором связанная информация на мгновение становится более уместной и доступной — снижая порог её распознавания.
Э. Трисман согласна с Д. Бродбентом по поводу главной функции фильтра — предотвращение перегрузки системы восприятия, которое должно осуществляться в начале обработки информации. Также, теория, выдвинутая Трисман, может объяснить случай, когда во всеобщем шуме мы можем неожиданно услышать своё имя, что раннее не объясняла теория Бродбента.

## Ограничения модели
- Модель аттенюатора не объясняет, как именно работает семантический анализ.
- Природа процессов внимания точно не определена.
- Проблема экспериментов с дихотическим слушанием в том, что экспериментатор не узнает, переключал ли испытуемый внимание на нерелевантный канал.[11]

## Отличия модели Трисман и Бродбента
В целом, Э. Трисман отталкивалась от модели внимания, выдвинутой Бродбентом. Главная функция внимания здесь это селекция (отбор релевантной и блокирование нерелевантной информации), представляющая собой механизм фильтра, расположенного на ранней стадии обработки сигнала.
Главным отличием модели Трисман от модели Бродбента стало то, что нерелевантная информация не полностью блокируется фильтром, а лишь ослабляется и может быть в дальнейшем переработана до уровня значений. Теория Бродбента не рассматривала возможности более глубокой переработки нерелевантной информации. Следуя его модели, нельзя было бы объяснить то, что в экспериментах Трисман испытуемые вторили сообщения, опираясь на их смысловую составляющую после перекрёста релевантного и нерелевантного каналов. Трисман же объясняет это как раз тем, что нерелевантный канал доходит до уровня обработки значений. Ещё одной особенностью модели Э. Трисман стало то, что «судьба» нерелевантного сигнала зависит от контекста и от опыта испытуемого, который воспринимает сообщение.
Также вводятся механизмы селекции, которые действуют как на ранних стадиях, так и на более глубоких этапах обработки информации. Нужно заметить, что Трисман соглашается с Бродбентом по поводу положения фильтра и его функции — защита системы сознания человека от перегрузки информацией.
Однако теория аттенюатора кажется более правдоподобной за счёт наличия большего количества экспериментальных данных и нейрофизиологических данных.

## Модели поздней селекции
После построения Трисман модели, в которой нерелевантный канал блокируется фильтром не полностью, стали появляться модели поздней селекции. Диана и Антони Дойч, основываясь на тех же экспериментах, что и модель Э. Трисман, в 1963 году выдвинули гипотезу позднего отбора. В отличие от Трисман эти исследователи предположили, что фильтр находится не на ранних этапах отбора, ближе к завершению обработки. При этом все поступившие сигналы подвергаются полной обработке, а отбор значимой информации выполняется на конечных этапах ее анализа. На основе опыта, контекста и знания о конкретной ситуации осуществляется поиск соответствующих единиц в памяти. Самая активированная найденная единица затем поступает в сознание. Для объяснения механизма селекции в модели Дойч используют следующую метофару: представим, что нужно выбрать самого высокого мальчика из группы (самую активированную единицу), наиболее простой способ, чтобы это сделать заключается в том, чтобы поставить всех мальчиков (все активированные единицы в данный момент) под одну линейку и постепенно опускать её. Опуская планку, мы сможем выявить самого высокого мальчика в данной группе (самую активированную единицу) сразу же, как только планка соприкоснётся с первой «головой» в группе (с наиболее активированной единицей), эта единица и поступает в область сознания.
Следующая теория была выдвинута Д. Норманом. Основываясь на результатах Трейсман и Дойч он предложил «модель уместности». В его модели память и внимание увязаны теснее, чем в предыдущих. В соответствии с  этой моделью все зафиксированные органами чувств  сигналы передаются в компонент «Переработка», где из них извлекаются сенсорные признаки и на их основе формируются образы. Сформированные образы передаются в компонент «Память», который осуществляет поиск в памяти их репрезентации (выполняет соотнесение образов  с единицами, хранящимися в памяти). В результате такого поиска может активироваться не одна, а несколько единиц. Для представления процесса поиска в памяти Д. Норман использует метафору поиска слов в словаре. В предлагаемую модель он также включил компонент, названный «Уместность». Этот компонент сопоставляет поступившую информацию с хранящейся информацией о контексте текущей ситуации и в случае успешности такого сравнения передаёт информацию об этом далее по маршруту на обработку компоненту «Селекция». Компонент «Селекция» соотносит полученную из «Уместности» информацию с активированными единицами словаря, и в случае положительности такого соотнесения, по определенным правилам  активирует их ещё сильнее. Из совокупности активированных элементов словаря компонент «Селекция» выбирает самый активированный и передаёт сигнальную информацию о нем компоненту «Внимание»,  который выводит этот элемент в сферу сознания, тем самым высвечивает его для сознания(делает  осознанным (осознаваемым)).